# Histomobile
Histomobile est un ancien magazine électronique d'informations sur l'automobile ancienne et actuelle fondé en septembre 1998 par la société d'édition belge SOB SA, appartenant à la holding belge Norbelco SA. 

## Base de données encyclopédique
La base de données, bilingue anglais français, d'Histomobile permettait, gratuitement, d'accéder aux 32 000 fiches et plus de 40 000 illustrations d'automobiles par différentes entrées, notamment le modèle ou le nom du constructeur.
Les fiches des  modèles présentaient les principales caractéristiques de la voiture ainsi qu'une iconographie et un bref historique et, pour les constructeurs, la liste des modèles par année de création et un historique. Une partie technique développait une centaine de sujets répartis en une vingtaine de chapitres

## Services et produits
Histomobile proposait des produits et services payants, comme son magazine, édité depuis 2005, visualisable en ligne depuis 2007 et enrichi en 2009, d'une rubrique concernant les résultats d'enchères de voitures. À partir de 2010 le magazine était publié en deux volumes.

## Chronologie historique
- 1998, création d'Histomobile qui regroupe en une base de données les données techniques de tous les modèles de voitures ayant existé.
- 1999, mise en ligne de la base de 80 modèles en rajoutant des iconographies et des textes afin de faire une page par modèle.
- 2000-2002, développement de la base
- 2003, l'encyclopédie sort en CD Rom vendu par le site( 10 000 modèles). Histomobile réinvestit ses recettes en textes et étoffe son produit avec comme noyau central sa base de données techniques sur des milliers de modèles automobiles de toutes époques.
- 2005, distribution par les MLP en presse. La distribution par les MLP atteint 18 pays.
- 2006, sous licence Mindscape, Histomobile sort sous le titre Découvrir l'automobile dans les magasins retails (Auchan, Cora, Cultura, Fnac, Virgin Megastore, etc.). Le logo d'Histomobile est resté sur le boitier. Découvrir l'automobile comportait 21 000 modèles.
- 2009, alors qu'Histomobile est diffusé dans 18 pays[1], l'éditeur fait marche arrière. Trop de copiages du produit non protégé, une TVA appliquée en France sur les supports numériques et un prix de 20 euros difficile à tenir chez les marchands de journaux font qu'en mai 2009, après quatre années de distribution[2], l'éditeur arrête la diffusion de masse du titre Histomobile. Lors du retrait des réseaux de distribution, Histomobile comportait 26 000 modèles avec leurs données techniques.
- 2010, l'encyclopédie continue et regroupe les résultats des ventes aux enchères par modèle.

## Notoriété

### Presse écrite
- 20 février 2001, Argus auto présente les deux meilleurs sites d'automobiles anciennes. Histomobile, à ses débuts, est encore confondu avec la partie « Histoire » du site Auto-collection.org.
- 2002, Nordnet parle d'Histomobile en le prenant pour une partie d'Auto-collection.org.
- 2002, Autoguide, grand annuaire automobile en ligne, décerne un prix à Histomobile.
- 30 juillet 2002, Le Soir publie sur sa version électronique une page sur Histomobile.
- 23 octobre 2002, Bien public consacre un article à la partie sportive d'Histomobile.
- 27 janvier 2003, Passion automobile décerne à Histomobile la première place de son « Top 5 » des sites automobiles.
- 9 janvier 2003, article dans Le Journal de Saône-et-Loire
- 6 février 2003, Argus auto décerne 5 étoiles à Histomobile, c'est-à-dire sa meilleure note.
- 13 février 2003, à l'occasion de « Rétromobile », Argus auto interviewe Stéphane van Damme qui exprime l'espoir de sortir un jour en presse.
- 2003, Yahoo ne donne ses « lunettes » qu'à Histomobile et Motorlegend.
- Décembre 2005, Retropassion no  181 annonce la sortie du numéro 4 d'Histomobile en presse et le conseille comme cadeau de Noël.

### Télévision
- 2007, Histomobile, sur Telematin de France2[3]
- 2007, Histomobile, sur Telematin de France2, un 2e passage[4]